# روبرت إي. هورتون
روبرت إي. هورتون (بالإنجليزية: Robert E. Horton)‏ هو عالم بيئة وعالم أمريكي، ولد في 18 مايو 1875 في بارما في الولايات المتحدة، وتوفي في 22 أبريل 1945 في نيويورك في الولايات المتحدة.

## وصلات خارجية
- روبرت إي. هورتون على موقع الموسوعة البريطانية (الإنجليزية)